# Калашников, Леонид Николаевич
Леонид Николаевич Калашников (28 июля 1940 — 29 марта 2023) — советский и киргизский политик и журналист. Депутат Верховного Совета Киргизской ССР (1990—1994).

## Биография
Родился 28 июля 1940 года. В 1961 году начал работать в журналистике. В 1980-е являлся собственным корреспондентом газеты «Сельская жизнь» в Киргизской ССР. Позднее был главным редактором газеты «Мы и время».
Являлся депутатом Верховного Совета Киргизской ССР с 1990 по 1994 год, ставшего первым парламентом независимого Кыргызстана. Член партии «Бутун Кыргызстан» (Единый Кыргызстан). Участник парламентских выборов 2010 года.
Работал в качестве советника президента Кыргызстана.
В 2002 году возглавил культурный центр «Русский дом» в Кыргызстане.
Скончался 29 марта 2023 года.

## Награды и звания
- Заслуженный работник сельского хозяйства Кыргызской Республики (26 августа 2000) — за заслуги в области сельского хозяйства[7][1].
- Орден «Данакер» (29 января 2004) — за особый вклад в укрепление межнационального согласия и единства народа Кыргызстана[8].
- Медаль Пушкина (4 декабря 2007, Россия) — за большой вклад в распространение, изучение русского языка и сохранение культурного наследия, сближение и взаимообогащение культур наций и народностей[9].